# زنده ماندن در تابستان
«زنده ماندن در تابستان» (به انگلیسی: Survive the Summer) چهارمین آلبوم چندآهنگهٔ رپر استرالیایی ایگی آزیلیا می‌باشد که در ۳ اوت سال ۲۰۱۸ توسط آیلند رکوردز منتشر گردید.